# Tiger (Hund)
Der Tiger bezeichnet einen Schlag aus der Gruppe der Altdeutschen Hütehunde. Die Bezeichnung Altdeutsche Hütehunde ist ein Oberbegriff, unter dem die verschiedenen Schläge zusammengefasst werden. Eine Anerkennung als Rasse durch die FCI kommt für diesen Schlag definitionsgemäß nicht in Betracht.

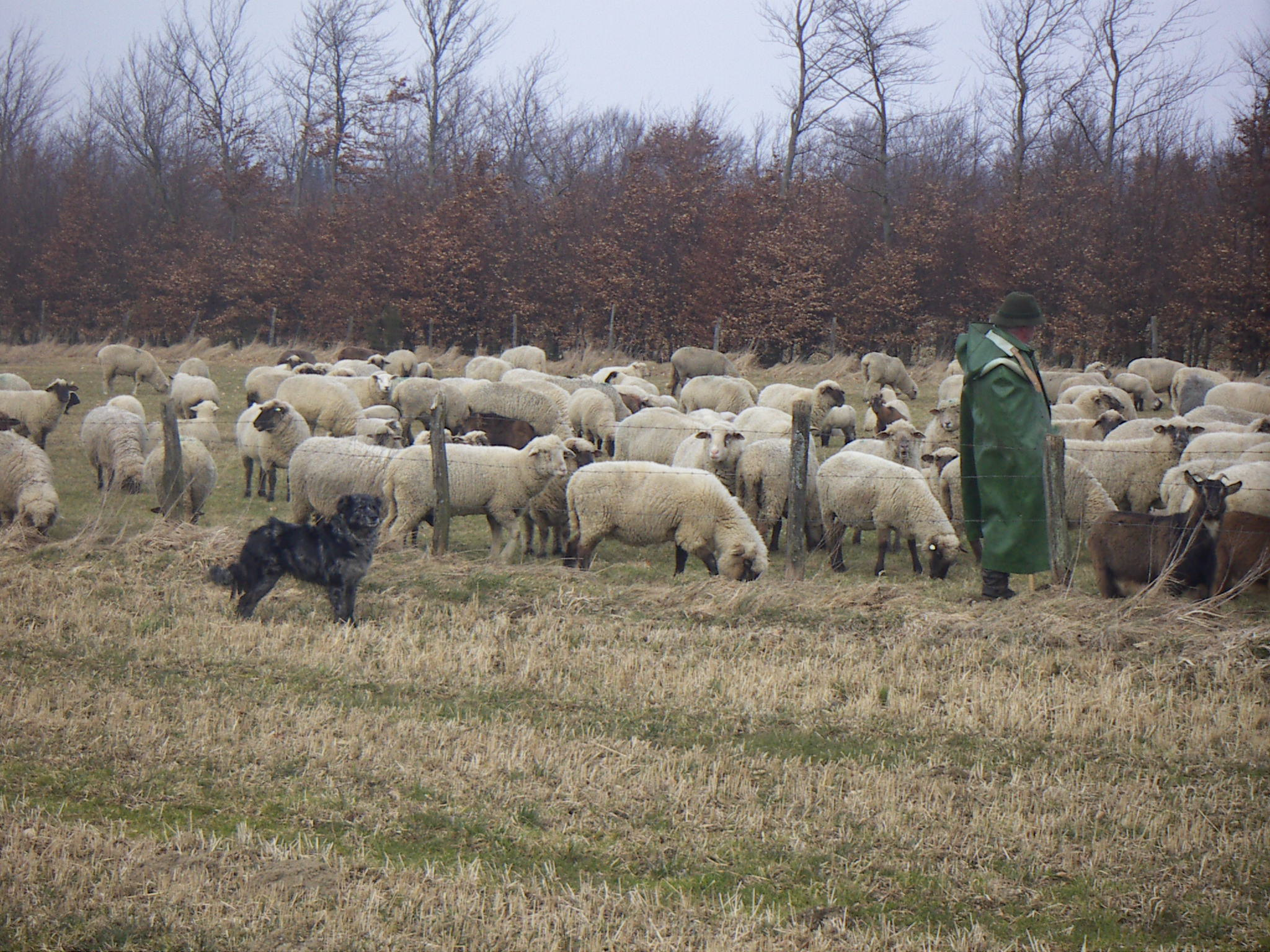
Ein Tiger beim Schafehüten

Bei den Altdeutschen Hütehunden werden Hunde mit geschecktem, getupftem oder gepunktetem Fell als Tiger bezeichnet. Das Hauptverbreitungsgebiet ist der süddeutsche Raum. Je nach Farbvariante unterscheidet man Grautiger (grauschwarz), Rottiger (rotschwarz), Weißtiger (weißschwarz) oder dreifarbige Tiger (schwarzgrau mit braunen Abzeichen); weiße Abzeichen können vorkommen und sind häufig anzutreffen.
Wie bei vielen Arbeitshunden ist das Aussehen nicht einheitlich:
Es gibt langstock-, roll- und stockhaarige, rau-, well- und zotthaarige Tiere mit Steh- oder Kippohren mit einem Widerrist von 50 bis 65 cm. Eine wichtige Bedingung an Hunde dieses Schlags ist, dass sie arbeitsfreudig sind und ein gutes Hüteverhalten zeigen.
Die Verpaarung von Tigern miteinander ist unzulässig, da das Auftreten der negativen Folgen des Merle-Faktors vermieden werden soll. Tiger, vermittelt durch Schwarze und Gelbbacken des Süddeutschen Typs, sind vergleichsweise häufig; bei den Ost- bzw. Mitteldeutschen Altdeutschen treten sie quasi nicht auf.